# حول حوصر
إدي مكلورغ
إدي مكلورغ (بالإنجليزية: Huell Howser)‏ هي شخصية تلفزيونية أمريكية.

## روابط خارجية
- حول حوصر على موقع IMDb (الإنجليزية)
- حول حوصر على موقع ميتاكريتيك (الإنجليزية)
- حول حوصر على موقع روتن توميتوز (الإنجليزية)
- حول حوصر على موقع ألو سيني (الفرنسية)
- حول حوصر على موقع تيرنر كلاسيك موفيز (الإنجليزية)
- حول حوصر على موقع أول موفي (الإنجليزية)
- حول حوصر على موقع قاعدة بيانات الأفلام السويدية (السويدية)
- حول حوصر على موقع إن إن دي بي (الإنجليزية)
- حول حوصر على موقع قاعدة بيانات الفيلم (الإنجليزية)
- حول حوصر على موقع ليتربوكسد (الإنجليزية)